# Harrisonia
Harrisonia es un género con dos especies de plantas  perteneciente a la familia Simaroubaceae.

## Especies
- Harrisonia abyssinica Oliv.
- Harrisonia perforata (Blanco) Merr.